# Алипий из Тагаста
Алипий Тагастский (лат. Alypios, др.-греч. Αλύπιος — беспечальный; после 354—429/430) — епископ кафедры Тагаста в современном Алжире в 394 году. Он был учеником Августина Блаженного и его другом на протяжении всей своей жизни, присоединившись к нему в обращении и жизни в христианстве. Ему приписывают участие в основании монастыря Августина в Африке. Большая часть сведений о нем получена из автобиографической «Исповеди» Августина.

## Жизнеописание
Алипий происходил из аристократической семьи из Тагаста, небольшого городка в римской провинции Африка Проконсульская. Учился в Тагасте и Карфагене (376—383). В Карфагене он был учеником Августина. По мере того, как дружба Алипия с Августином начала крепнуть (Августин называл его братом своего сердца), рос и его интерес к манихейству, под влиянием которого он находился некоторое время. Алипий восхищался строгими постановлениями манихеев о целомудрии и полагал, что брак помешает поиску мудрости с его друзьями.
Вместе с Августином он в молодости также изучал право и в 383 году отправился в Рим изучать законоведение, а затем занял там должность мирового судьи. Одно из часто упоминаемых событий из «Исповеди» (6.8.13) касается Алипия, которого друзья взяли на римские игры и в цирке и гладиаторские бои на арене. Сначала молодой человек, отличавшийся стойкими моральными убеждениями, сопротивлялся этому, держа глаза закрытыми, но в конце концов поддался и открыл глаза. К своему ужасу, он обнаружил, что зрелище ему по нраву и даже сам стал звать на игрища друзей. Однако в конце концов раскаялся и вернулся в духовную лоно.
В течение некоторого времени он занимал место в императорской сокровищнице (в должности comes largitionum), но в 384/385 году последовал за Августином в Медиолан (Милан), где познакомился с проповедями Амвросия Медиоланского. Пройдя трудный путь духовных исканий перед переходом из манихейства в христианство, Алипий присутствовал в саду Милана при обращении Августина. Он и Августин были крещены Амвросием во время пасхального бдения 25 апреля 387 года.
После крещения оба друга вернулись в Тагаст, где Алипий помог Августину основать первый монастырь в Северной Африке и вёл монашескую жизнь в Тагасте (388) и Иппоне (391). Когда Августин был избран в сан епископа народом Иппона (Гиппона), Алипий тоже пеоебрался туда, став членом монашеской общины, основанной Августином, и настоятелем одного из местных монастырей. В 393—394 годах совершил паломничество в Святую Землю, где по поручению Августина встретился в Вифлееме с Иеронимом Стридонским; после своего возвращения в 394 году Алипий стал епископом Тагастским.
В следующем году он написал Павлину Нольскому, прося прислать ему копию «Церковной истории» Евсевия. Паулин, интересовавшийся верованиями и учениями Алипия, попросил рассказать о некоторых подробностях его жизни; Алипий же попросил Августина написать ответ. По словам Джона С. Келли, это послужило толчком к написанию Августином «Исповеди».
Будучи епископом, он принимал участие в африканских Соборах церкви начала V века. Так, вместе с Посидием и Августином он был среди шести представителей традиционного христианства, избранным представлять его епископов на большом диспуте с донатистами на Карфагенском соборе 411 года, созванном Гонорием. Он также принимал участие в Милевийском (Нумидийском) соборе 416 года. Он составил письменный отчет об этом Соборе для папы Иннокентия. Ездил по церковным и политическим делам в Италию (419, 428).
Состоял в переписке с епископом Ноланским Павлином Милостивым; побудил Августина написать неоконченный трактат «Против второго ответа Юлиана» (429/430). Когда Августин умер в 430 году, Алипий ещё был жив, но о последних днях его жизни ничего не известно.
Не существует никаких записей о его почитании, пока он не был добавлен в Римский мартиролог папой Григорием XIII в 1584 году. Его память отмечается 15 августа, но монахи ордена августинцев отмечают его праздник совместно с праздником Поссидия 16 мая, а регулярные каноники святого Августина отмечают свой совместный праздник 17 августа.